# 机械学习

記憶卡程式Anki的微積分學習內容。記憶卡被認為是背誦式學習的範例。

背誦式學習（rote learning），又稱机械学习，是一种单纯依靠反覆地记忆学习材料，而避免去理解其复杂内部和主题推论的学习方法，也就是不斷重複基本知識與技巧的學習方式。這學習方式由美国心理学家奥苏伯尔提出，是一個与有意义学习、聯想學習（associative learning）、間隔重複學習和主動學習等相对的概念，指符号所代表的新知识与学习者认知结构中已有的知识建立非实质性的和人为的联系。像是学生透過记住乘法口诀表，形成机械的联想，但并不真正理解这些符号所代表的知识，就是背誦式學習的例子。背誦式學習的理論基礎是一個人反覆學習某項材料的次數越多，那他回憶這項內容的速度就會加快。
背誦式學習是傳統且長期使用的學習方式，教育家使用背誦式學習已長達數百年的時間，但在1960年代後，背誦式學習開始受到批判；然而近來學界有聲音認為背誦式學習確實有其有效性與重要性，也有研究指出，不斷重複學習跟訓練基本知識與技巧，對知識、技能和創造力的建構和掌握，都是絕對必要的。

## 背誦式學習的成因
一說指出，長期以來，教育家之所以會使用背誦式學習，是因為教育家查覺到說，心智能力的建構，應當要奠基在難度逐漸增加、但能增強大腦能力的重複練習之上，也就是練習基本功對增強心智能力而言是必要的。

## 效果
雖然背誦式學習在近數十年飽受批評，但背誦式學習之類不斷重複學習跟訓練基本知識與技巧未必跟創造力相衝突，甚至不斷重複學習跟訓練基本知識與技巧的做法，才能真正地逐漸激發創造力。有說法指出，不斷重複學習跟訓練基本知識與技巧，對於真正知識與技能的建構是必要的，甚至就算是在音樂等創造性領域或體育等領域，不斷重複以致被內化的基本知識與技巧，才是真正能建構創造力的基礎；也就是說，類似背誦式學習的那種大量且不斷重複練習基本功的作法，才能真的建構創造力。一項對十名古典作曲家的研究顯示，最能預測一個作曲家能產出高品質創作的指標，是這名作曲家創作了多少首歌曲；研究也一再指出說持續的認知過程策略，也就是努力不懈地深入探索一類想法的做法，是預測創造表現的主要指標之一。

## 與批判思維間的對比
背誦式學習廣泛地用於基本知識的掌握中，學校學科使用背誦式學習的例子包括了閱讀教學中的自然拼讀、化學中的週期表、數學中的乘法表、醫學教學中的解剖練習、法律教學中對個案與法規的教導、各種自然科學中的基本公式等。根據定義，背誦式學習迴避理解，因此背誦式學習在掌握複雜知識方面並非有效的工具。背誦式學習的一個實際應用，是在考試前臨時抱佛腳。
在中文語境中，背誦式學習又被一些人稱為死記、死背或死記硬背，並受到一些人的貶低，而這是因為透過背誦式學習學習新知識的人，可能會被人以為他們了解自己學到的東西之故。在許多較近代的課程規劃中，背誦式學習不被鼓勵，像例如美國的數學與科學教育中，特別強調真正的理解而非僅僅知道事實，而僅僅知道事實這點被認為沒有那麼重要。國家數學教師協會對此寫道說：
數學比起以往更應該包含對概念的掌握，而非單單只是技藝以及對過程的遵循；學校數學比起以往更必須要包含使用科技以求取有意義的解，而非只是對越來越不合時宜的乏味計算無止盡的關注。
然而，傳統教育的擁護者批評說，美國的新標準小看了掌握基本事實與四則運算技巧的重要性，並犯了以基於過程的技巧取代內容的錯誤。在數學與科學的學習中，背誦式學習經常用於記憶公式等過程之上，而在學生並非僅僅機械記憶公式本身、並且有機會能透過練習習題記憶公式的狀況下，學生對這些公式會有更深入的了解。美國的新標準經常建議說學生透過自己推導公式以達到最佳理解，但是在公式必學快速學習以應付即將到來的考試的狀況下，沒有比背誦式學習能更快的方式能幫助學生掌握公式的方式；此外，背誦式學習對於學生記住對事實的了解這點也很有幫助；然而透過理解學習的學生，比起僅僅透過背誦式學習來學習的學生，更能成功地將知識用於解決問題上。
另外，反對探究式教學指出，學生在能理解數學概念前，必須先發展出足夠的計算技巧，這些人聲稱，比起花時間探索並發展出不同的技巧或合理化不同的答案與方法，學生更應該花時間在練習基本技巧上。在這種觀點下，僅僅能估計答案是不夠的，且這種技巧跟穩固的基本技巧有關，而對數學抽象概念的有效學習，則仰賴於對這些學科的工具的知識的確實掌握，因此這些人認為背誦式學習是學習過程的重要部分。

## 學校的應用
記憶卡、大綱以及助憶工具等傳統上用於記憶課程內容的工具，都被認為是應用背誦式學習的範例。

## 電腦科學的應用
盡管跟對人類學生的背誦式學習不同，對機器的背誦式學習不包含重複，但背誦式學習與人工智慧的機器學習相關，而背誦式學習也被認為是一種簡單的機器學習模式。在設計上，機器被設計成會保留過去的計算結果、將新的輸入與過去輸入與輸出結果做比較，並在有已知的輸出結果時給初已知的結果。這種模式要求機器能作為純函數的模型，也就是對所有的輸入都有相同的輸出結果的模型，而這可由下式表示：
f({\displaystyle \ x_{1},x_{2},...,x_{n}}) → ({\displaystyle \ y_{1},y_{2},...,y_{p}})  → store (({\displaystyle \ x_{1},x_{2},...,x_{n}}),({\displaystyle \ y_{1},y_{2},...,y_{p}}))
機器學習上的背誦式學習被亞瑟·李·塞謬爾應用於IBM 701上的跳棋程式，而這程式被視為是人工智慧的里程碑。

## 來源
1. 1 2 3  Woodard, Joseph K. . Catholic Insight. 2012-12-01  [2022-12-29]. （原始内容存档于2022-12-29）.
2. 1 2 3 4  Doidge, Norman. . Internet Archive. New York : Viking. 2007. ISBN 978-0-670-03830-5.
3. 1 2  Lucas, Brian J.; Nordgren, Loran F. . Journal of Personality and Social Psychology. 2015, 109 (2): 232–43. ISSN 1939-1315. PMID 26191961. doi:10.1037/pspa0000030 （英语）.
4. ↑  Simonton, Dean K. . Journal of Personality and Social Psychology. 1977, 35 (11): 791–804. ISSN 0022-3514. PMID 915694. doi:10.1037//0022-3514.35.11.791 （英语）.
5. ↑  .   [2025-01-15]. （原始内容存档于2018-08-17）. More than ever, mathematics must include the mastery of concepts instead of mere memorization and the following of procedures. More than ever, school mathematics must include an understanding of how to use technology to arrive meaningfully at solutions to problems instead of endless attention to increasingly outdated computational tedium.
6. ↑  National Council of Teachers of Mathematics. .   [6 May 2011]. （原始内容存档于2022-08-17）.
7. ↑  Hilgard, Ernest R.; Irvine, Robert P.; Whipple, James E. . Journal of Experimental Psychology. 1953, 46 (4): 288–292. ISSN 0022-1015. PMID 13109128. doi:10.1037/h0062072 （英语）.
8. ↑   (PDF).   [2022-12-29]. （原始内容存档 (PDF)于2017-05-06）.
9. ↑  Preston, Ralph C. . Science Education. 1960-03, 44 (2)  [2025-01-15]. ISSN 0036-8326. doi:10.1002/sce.3730440237. （原始内容存档于2025-01-15） （英语）.
10. ↑  Cohn, Marvin (1979). Helping Your Teen-Age Student: What Parents Can Do to Improve Reading and Study Skills, Dutton, ISBN 978-0-525-93065-5.
11. ↑  Ebbinghaus, H. (1913). Memory: A Contribution to Experimental Psychology, Teacher’s College, Columbia University (English edition).
12. ↑  Schunk, Dale H. (2008).  Learning Theories: An Educational Perspective, Prentice Hall, ISBN 0-13-010850-2.
13. ↑  Xue, Ming; Zhu, Changjun. . IEEE. 2009-04. ISBN 978-0-7695-3615-6. doi:10.1109/JCAI.2009.55.
14. ↑  .   [2022-12-29]. （原始内容存档于2016-09-22）.

## 相關書目
- Teaching From the Balance Point by Edward Kreitman